# Roesleria subterranea
Roesleria subterranea är en svampart som först beskrevs av Johann Anton Weinmann, och fick sitt nu gällande namn av Redhead 1985. Roesleria subterranea ingår i släktet Roesleria och familjen Roesleriaceae.   Inga underarter finns listade i Catalogue of Life.